# Servisch curlingteam (gemengd)
Het Servisch curlingteam vertegenwoordigt Servië in internationale curlingwedstrijden.

## Geschiedenis
De openingseditie van een internationaal toernooi voor gemengde landenteams was het Europees kampioenschap in het Andorrese Canillo. Servië nam daar niet aan deel. De eerste keer dat Servië er bij was was in 2008. Het werd drieëntwintigste en laatste. Ook in de drie jaren daarna eindigde Servië op de (gedeeld) laatste plaats.
Na de tiende editie van het EK werd beslist het toernooi te laten uitdoven en te vervangen door een nieuw gecreëerd wereldkampioenschap voor gemengde landenteams. De eerste editie vond in 2015 plaats in het Zwitserse Bern. Servië was nooit present op de wereldkampioenschappen.

## Servië op het wereldkampioenschap
| Jaar | Plaats        | Skip          | WG            | W             | V             | PV            | PT            |
| ---- | ------------- | ------------- | ------------- | ------------- | ------------- | ------------- | ------------- |
| 2015 | Geen deelname | Geen deelname | Geen deelname | Geen deelname | Geen deelname | Geen deelname | Geen deelname |
| 2016 | Geen deelname | Geen deelname | Geen deelname | Geen deelname | Geen deelname | Geen deelname | Geen deelname |
| 2017 | Geen deelname | Geen deelname | Geen deelname | Geen deelname | Geen deelname | Geen deelname | Geen deelname |
| 2018 | Geen deelname | Geen deelname | Geen deelname | Geen deelname | Geen deelname | Geen deelname | Geen deelname |
| 2019 | Geen deelname | Geen deelname | Geen deelname | Geen deelname | Geen deelname | Geen deelname | Geen deelname |
| 2022 | Geen deelname | Geen deelname | Geen deelname | Geen deelname | Geen deelname | Geen deelname | Geen deelname |
| 2023 | Geen deelname | Geen deelname | Geen deelname | Geen deelname | Geen deelname | Geen deelname | Geen deelname |
| 2024 | Geen deelname | Geen deelname | Geen deelname | Geen deelname | Geen deelname | Geen deelname | Geen deelname |

## Servië op het Europees kampioenschap
| Jaar | Plaats        | Skip             | WG            | W             | V             | PV            | PT            |
| ---- | ------------- | ---------------- | ------------- | ------------- | ------------- | ------------- | ------------- |
| 2005 | Geen deelname | Geen deelname    | Geen deelname | Geen deelname | Geen deelname | Geen deelname | Geen deelname |
| 2006 | Geen deelname | Geen deelname    | Geen deelname | Geen deelname | Geen deelname | Geen deelname | Geen deelname |
| 2007 | Geen deelname | Geen deelname    | Geen deelname | Geen deelname | Geen deelname | Geen deelname | Geen deelname |
| 2008 | 23            | Darko Sovran     | 7             | 0             | 7             | 30            | 80            |
| 2009 | 24            | Marko Stojanović | 7             | 0             | 7             | ?             | ?             |
| 2010 | 24            | Darko Sovran     | 7             | 0             | 7             | ?             | ?             |
| 2011 | 24            | Đorđe Nesković   | 7             | 0             | 7             | 14            | 59            |
| 2012 | Geen deelname | Geen deelname    | Geen deelname | Geen deelname | Geen deelname | Geen deelname | Geen deelname |
| 2013 | Geen deelname | Geen deelname    | Geen deelname | Geen deelname | Geen deelname | Geen deelname | Geen deelname |
| 2014 | Geen deelname | Geen deelname    | Geen deelname | Geen deelname | Geen deelname | Geen deelname | Geen deelname |